# Seeg
Seeg è un comune tedesco di 2 854 abitanti, situato nel land della Baviera.